# Savennières
Savennières és un municipi francès situat al departament de Maine i Loira i a la regió de País del Loira. L'any 2007 tenia 1.417 habitants.

## Demografia

### Població
El 2007 la població de fet de Savennières era de 1.417 persones. Hi havia 528 famílies de les quals 127 eren unipersonals (45 homes vivint sols i 82 dones vivint soles), 168 parelles sense fills, 208 parelles amb fills i 25 famílies monoparentals amb fills.
La població ha evolucionat segons el següent gràfic:
Habitants censats

### Habitatges
El 2007 hi havia 601 habitatges, 536 eren l'habitatge principal de la família, 22 eren segones residències i 42 estaven desocupats. 561 eren cases i 39 eren apartaments. Dels 536 habitatges principals, 369 estaven ocupats pels seus propietaris, 160 estaven llogats i ocupats pels llogaters i 7 estaven cedits a títol gratuït; 9 tenien una cambra, 36 en tenien dues, 62 en tenien tres, 125 en tenien quatre i 304 en tenien cinc o més. 388 habitatges disposaven pel capbaix d'una plaça de pàrquing. A 186 habitatges hi havia un automòbil i a 308 n'hi havia dos o més.

### Piràmide de població
La piràmide de població per edats i sexe el 2009 era:
| Homes | Edats   | Dones |
| ----- | ------- | ----- |
| 4     | 95 o +  | 8     |
| 4     | 90 a 94 | 8     |
| 8     | 85 a 89 | 20    |
| 0     | 80 a 84 | 12    |
| 20    | 75 a 79 | 12    |
| 12    | 70 a 74 | 20    |
| 36    | 65 a 69 | 24    |
| 64    | 60 a 64 | 36    |
| 20    | 55 a 59 | 44    |
| 32    | 50 a 54 | 36    |
| 44    | 45 a 49 | 36    |
| 40    | 40 a 44 | 28    |
| 56    | 35 a 39 | 36    |
| 48    | 30 a 34 | 48    |
| 28    | 25 a 29 | 36    |
| 28    | 20 a 24 | 16    |
| 28    | 15 a 19 | 32    |
| 40    | 10 a 14 | 36    |
| 36    | 5 a 9   | 32    |
| 36    | 0 a 4   | 24    |

## Economia
El 2007 la població en edat de treballar era de 882 persones, 679 eren actives i 203 eren inactives. De les 679 persones actives 638 estaven ocupades (343 homes i 295 dones) i 40 estaven aturades (16 homes i 24 dones). De les 203 persones inactives 73 estaven jubilades, 77 estaven estudiant i 53 estaven classificades com a «altres inactius».

### Ingressos
El 2009 a Savennières hi havia 541 unitats fiscals que integraven 1.403 persones, la mediana anual d'ingressos fiscals per persona era de 18.639 €.

### Activitats econòmiques
Dels 51 establiments que hi havia el 2007, 1 era d'una empresa alimentària, 3 d'empreses de fabricació d'altres productes industrials, 7 d'empreses de construcció, 10 d'empreses de comerç i reparació d'automòbils, 2 d'empreses de transport, 2 d'empreses d'hostatgeria i restauració, 2 d'empreses d'informació i comunicació, 2 d'empreses financeres, 5 d'empreses immobiliàries, 12 d'empreses de serveis, 4 d'entitats de l'administració pública i 1 d'una empresa classificada com a «altres activitats de serveis».
Dels 9 establiments de servei als particulars que hi havia el 2009, 1 era una oficina de correu, 1 taller de reparació d'automòbils i de material agrícola, 2 guixaires pintors, 2 fusteries i 3 lampisteries.
L'únic establiment comercial que hi havia el 2009 era una fleca.
L'any 2000 a Savennières hi havia 32 explotacions agrícoles que ocupaven un total de 1.275 hectàrees.

## Equipaments sanitaris i escolars
El 2009 hi havia 2 escoles elementals.

## Poblacions més properes
El següent diagrama mostra les poblacions més properes.